# Маріо Монтоя (плавець)
Маріо Монтоя (ісп. Mario Montoya, 18 серпня 1989) — коста-риканський плавець.
Учасник Олімпійських Ігор 2008, 2012 років.